# Giochi Sportivi Interscuole Militari
I Giochi Sportivi Interscuole Militari sono un evento sportivo nazionale con ricorrenza biennale che prevede la partecipazione dei migliori atleti delle 4 Scuole Militari italiane ovvero:
- Scuola Militare "Nunziatella" di Napoli dell'Esercito Italiano;
- Scuola Militare "Teulié" di Milano dell'Esercito Italiano;
- Scuola Navale Militare "Francesco Morosini" di Venezia della Marina Militare Italiana;
- Scuola Militare Aeronautica "Giulio Douhet" di Firenze dell'Aeronautica Militare Italiana.

Attualmente la Coppa Challenger è detenuta dalla  Scuola militare aeronautica "Giulio Douhet" di Firenze.
Le prime 2 edizioni hanno visto protagoniste solamente le 2 Scuole Militari dell'Esercito Italiano e quella della Marina Militare Italiana, mentre a partire dalla 3ª ha partecipato anche la Scuola Militare dell'Aeronautica Militare Italiana.
Dalla 5ª edizione sono, inoltre, previste anche competizioni tra gli allievi di sesso femminile che sono stati ammessi per la 1ª volta nelle Scuole Militari nell'anno scolastico 2009/2010.
Le competizioni delle prime 3 edizioni sono state:
- 100 metri piani per l'atletica leggera;
- 1000 metri piani per l'atletica leggera;
- salto in alto per l'atletica leggera;
- 50 m stile libero per il nuoto;
- 50 m dorso per il nuoto;
- 50 m rana per il nuoto;
- staffetta 4×50 metri per il nuoto;
- torneo di pallavolo.

Nella 4ª edizione sono state inserite altre discipline quali:
- staffetta 4×100 metri per l'atletica leggera;
- torneo di pallacanestro.

I Giochi Interscuole hanno la propria origine storica nei Giochi di Battaglione della Scuola militare "Nunziatella", che si sono svolti fino al 2008.

## Le edizioni
- 2003 - I edizione a Venezia    organizzata dalla Scuola Navale Militare "Francesco Morosini"
- 2005 - II edizione a Napoli    organizzata dalla Scuola Militare "Nunziatella"
- 2007 - III edizione a Milano   organizzata dalla Scuola Militare "Teulié"
- 2009 - IV edizione a Firenze   organizzata dalla Scuola Militare Aeronautica "Giulio Douhet"
- 2011 - V edizione a Venezia    organizzata dalla Scuola Navale Militare "Francesco Morosini"
- 2013 - VI edizione a Napoli    organizzata dalla Scuola Militare "Nunziatella"
- 2015 - VII edizione a Milano   organizzata dalla Scuola Militare "Teulié"
- 2017 - VIII edizione a Firenze organizzata dalla Scuola Militare Aeronautica "Giulio Douhet"
- 2019 - IX edizione a Venezia   organizzata dalla Scuola Navale Militare "Francesco Morosini"
- 2021 - Non disputato causa Pandemia Covid-19
- 2023 - X edizione a Milano     organizzata dalla Scuola Militare "Teulié"
- 2025 - XI edizione a Firenze organizzata dalla Scuola Militare Aeronautica "Giulio Douhet"

## Palmarès
Ad oggi (2025) si sono disputati 11 Tornei Interscuole, che vedono ogni scuola vincitrice in almeno 1 edizione.
La più titolata al momento è la Scuola Navale Militare "Francesco Morosini" con 4 Tornei Interscuole vinti, oltre ad essere l'unica ad aver vinto 2 tornei consecutivi:
- 2003 - I edizione a Venezia    vincitrice la Scuola Militare "Nunziatella" (1ª)
- 2005 - II edizione a Napoli    vincitrice la Scuola Militare "Teulié" (1ª)
- 2007 - III edizione a Milano   vincitrice la Scuola Militare "Nunziatella" (2ª)
- 2009 - IV edizione a Firenze   vincitrice la Scuola Militare Aeronautica "Giulio Douhet" (1ª)
- 2011 - V edizione a Venezia    vincitrice la Scuola Navale Militare "Francesco Morosini" (1ª)
- 2013 - VI edizione a Napoli    vincitrice la Scuola Navale Militare "Francesco Morosini" (2ª)
- 2015 - VII edizione a Milano   vincitrice la Scuola Militare "Teulié" (2ª)
- 2017 - VIII edizione a Firenze vincitrice la Scuola Militare Aeronautica "Giulio Douhet" (2ª)
- 2019 - IX edizione a Venezia   vincitrice la Scuola Navale Militare "Francesco Morosini" (3ª)
- 2021 - Non disputato causa Covid-19
- 2023 - X edizione a Milano     vincitrice la Scuola Navale Militare "Francesco Morosini" (4ª)
- 2025 - XI edizione a Firenze vincitrice la Scuola Militare Aeronautica "Giulio Douhet"

Le vittorie per singola Scuola:
- 4 vittorie Scuola Navale Militare "Francesco Morosini"                                             (2011, 2013, 2019, 2023)
- 2 vittorie Scuola Militare "Nunziatella"                               (2003, 2007)
- 2 vittorie Scuola Militare "Teulié"                                       (2005, 2015)
- 3 vittorie Scuola Militare Aeronautica "Giulio Douhet" (2009, 2017, 2025)